# トクサン号
トクサン号（とくさんごう）は、高知県自動車工業（こうちけんじどうしゃこうぎょう）、のちトクサン自動車工業（トクサンじどうしゃこうぎょう）が、1948年から1975年頃まで限定的に製造していた特大型の三輪トラック（三輪自動車、オート三輪、貨物自動車）である。
1953年までは「土佐号」（とさごう）と称していた。

## 解説
大型四輪トラックのシャーシ改造によって製作され、輸送力の大きさと、山地の狭隘路でも小回りの利く三輪トラックの特性を兼ね備えていたことから、特に四国を中心とした西日本地域の林業輸送用として用いられた。
地方の小メーカーが改造車として限定生産していた、という事情から、詳細な資料はほとんど残されていない。2015年現在、広島県の福山自動車時計博物館に保存車1台がある。ほかに1992年時点では、古くからのユーザーや熱心な愛好家に保有されてのごく僅かな残存例が確認されていた。

## 沿革

### 開発に至るまで
林業において山奥から材木を搬出する手段としては、古くは牛などの畜力による牽引や、傾斜を利用した滑落、筏を組んでの川流しなどが利用されていた。明治時代後期以降はより効率に優れる森林鉄道も敷設されるようになったが、昭和時代に入ると自動車が普及し、これを活用しての林業輸送が試みられるようになる。
しかし、急傾斜の続く山岳地帯の狭隘な林道は、自動車での走行に困難を来すほど屈曲していることが多く、十分な道路整備もままならない昭和時代前期から中期にかけては、木材輸送にトラックを活用できる領域は限られていた。
太平洋戦争以前から、日本では小回りの利くオート三輪トラックが普及しつつあったが、それらは免許や税制面で有利な排気量750cc以下の小型車ばかりであった。終戦後になると、戦前以来の大手オート三輪メーカーに加えて、航空機メーカーを中心とした新規参入メーカーが出現したことで、メーカー間競争が激しくなったが、終戦直後の時点ではオート三輪のサイズは750kgから1t積み、排気量も750ccから1000cc未満に限られており、大型化の傾向はあったものの、1950年代前半のような「大型化競争」はまだ本格化していなかった。この時点で、長い材木を積めるほど大きな荷台を持つオート三輪は、一般メーカーの製品には出現していなかったのである。
一方、戦後の林業界は、戦時中の乱伐や人手不足による手入れの不備で山が荒れる事態に直面してはいたが、国内材への需要自体は引き続き存在しており、伐り出した木材を山から効率よく輸送する手段が求められていた。山がちな地形と温暖な気候とによって林業が盛んな四国地方でも、木材輸送の良策が求められていたのは他の地域と同じであった。
当時の日本では既に、大型トラックの国内量産体制が戦時中の軍用車量産需要によって確立されており、ヂーゼル自動車工業（現・いすゞ自動車）やトヨタ、日産といった大手自動車メーカーが、4tから5t積みの大型四輪トラックを量産するようになっていた（多くは後輪がダブルタイヤとされ、重量物積載に対応していた）。だが、大型四輪トラックはパワーや輸送力には富むものの、極端な狭隘路では小回りが利きにくく、通過が困難という問題を抱えていた。

### 高知県自動車工業
高知県自動車工業株式会社（以下「高知自工」）は太平洋戦争以前から高知市本町筋に所在した自動車修理会社で、修理工場としては高知県でも当時最大手であったが、1945年の終戦後、タイヤ（当時、物資不足のために自動車以上に供給が逼迫していた）の闇取引に関わったのが原因で巨額の負債を負い、倒産しかけていた。
この会社の救済に乗り出したのが、1908年・高知県出身の山本直之である。山本は戦前に満州に渡り、現地の警察勤務から屑鉄を扱う商社に転じ、更に現地で日本陸軍の応召を受けて士官となるも、終戦でソ連軍の捕虜となって現地抑留されるという波乱の経歴の持ち主であった。1947年3月にようやく解放されて帰国、郷里の高知に戻った彼に、高知自工の再建の依頼がかかったのであった。
山本は高知自工の社長に就任し、1915年生まれでやはり高知県人の技術者・山崎寅一を専務として迎え入れる。山崎は1937年からトヨタ自動車に勤務して自動車ボディ設計などを手掛けた経験の持ち主であったが、終戦後の混乱で経営不安定になっていたトヨタを1946年に退社、やはり郷里の高知に戻っていた。
おりしも高知県は戦争末期の高知空襲による被災に加え、1946年12月に発生した昭和南海地震が原因の津波と地盤沈下による浸水で甚大な被害を受け、県経済は危機的状況であった。山本と山崎らは、辛うじて残った自動車のスクラップをかき集め、再生修理することから始めなければならなかった。
このような過酷な状況から、大型四輪トラックのシャーシを元に、構造の簡略な大型三輪トラックを作り出せないかという着想が浮上した模様である。設計はこの時から後年のトクサン号最終期まで、一貫して山崎が担当したという。

### 「土佐号」の製作
高知自工がスクラップの寄せ集めのような最初の自作三輪トラックを完成させたのは、1948年1月25日で、車名は地元の旧国名（土佐国）にちなんで「土佐号」と名付けられた。
高知自工が最初の土佐号のベースにした車種は定かではなく、搭載したエンジンも中古ガソリンエンジンであることしかわからないが、わずか1枚だけ残された側面写真を見るに、後輪をダブルタイヤとした四輪トラックシャーシの改造であることは明らかである。シャーシ先端に旧型オート三輪などと類似したボトムリンク支持の前1輪を接合し、ボンネットを失ったことで置き場所をなくしたエンジンは、プロペラシャフト回りを加工することで運転台位置まで後退させた。更にこの最初の土佐号は木炭自動車で、運転台助手席側側面にガス発生炉を取り付けていた。
一般のオート三輪のハンドルは1940年代後期、まだ直接操向のバーハンドルであったが、初期の土佐号もやはりバーハンドルであった。荷重は2～4トンと称されていたが、まだこの当時は大手メーカーの製品のように「根拠ある精密な計算で許容荷重を測定していた」わけではなく、ベースとなるシャーシのクラスで適当に決めていたようである。それにしても一般のオート三輪のほとんどが1000cc級以下の単気筒・2気筒の自然空冷エンジンを搭載し、公称750kg～1トン積みであった時代に、3000cc超クラスの4気筒ないし6気筒水冷エンジンを積んで作られたのであるから、凄まじい規格外というべき三輪トラックであった。
高知自工はこの改造車としての「土佐号」を1951年までに20台ほど製作したという。エンジンは、フォード、シボレー、トヨタなど、3000cc超のガソリンエンジンで手に入る適当な中古をオーバーホールして搭載し、シャーシもまた中古品の改造に終始した。
興味深いことに、同じく高知に所在した野村興業と寺石自動車工業所も、高知自工を真似た改造大型三輪トラックを作るようになり、しかもその後発2社の製品もやはり「土佐号」の名で販売されたという。「日刊自動車新聞」四国版の1953年1月1日号によれば、高知自工、野村興業、寺石自動車の3社は「改造三輪車土佐号製作組合」なる団体を結成しており、並行してそれぞれが大型三輪トラックの改造製作を行い、いずれも「土佐号」の名で販売していた。後年から見ると農産物の地域ブランドのごとき生産・販売が行われていたのである。

### トクサン号への発展
販路の拡大を見込み、地元の後発2社と差をつけることをも狙った高知自工は、1952年前期に早くも土佐号の丸ハンドルモデルの開発に成功する。大型三輪トラックの操縦性改善に大いに寄与するもので、小型オート三輪の丸ハンドル本格導入の最初とされる愛知機械工業・ヂャイアントと同年での快挙であった。
ただし、シャーシベースが四輪のボンネットトラックであるため、右側丸ハンドルの三輪車仕様とすると大きな直列エンジンの搭載スペース確保が困難であり、やむなくキャビン内中央にエンジンを置いて、大きなカバーで覆った。このためこれほどの大型車でありながら、キャビンの定員は運転席と助手席の2座になっていた。このエンジンスペースは、土佐号→トクサン号の歴史を通じて最後まで変わらなかった。従って騒音・熱の車室内侵入が凄まじかったという。
この頃、「土佐号」は地元で自然発生的に「トクサン」と呼ばれるようになっていた。元々は改造車であるが故の「特殊三輪車」という呼び方が省略されたものであったようだが、高知自工はこの名前を取り込みにかかった。
前述の土佐号製作組合について報じた1953年1月の日刊自動車新聞では、高知自工が同組合を脱退し、独自開発の新型車「トクサン号KA型」を運輸省に正式完成車種として申請していることが報じられている。当時、地元の高知県陸運事務所は、「高知県の新たな産業」として期待できるトクサン号の完成車種登録申請に非常に協力的で、事務所長は四国全域を管轄する高松陸運局や東京の運輸省本省にまで認可の運動をしてくれたという。
これによって高松運輸局がトクサン号の保安検査を実施し、1953年2月9日の「日刊自動車新聞」は、トクサン号KA型が高松運輸局により、四国内での使用を許可されたと報じている。その絶大な輸送力に感銘を受けた四国島外（本州・九州）の林業関係者からも引き合いがかかるようになり、高知県陸運事務所や高松運輸局の後押しもあって、1953年中期以降は四国以外の地域でも販売・登録が可能となった。このため、四国と隣接した中国地方や九州方面にも、トクサン号を使用する例が生じたという。
KA型トクサン号は、土佐号時代の改造車然としたフロント形状を脱し、ドア付きのクローズドキャビン、フロントのボトムリンクサスペンションを覆うボンネット状のスマートなカバーを持ち、その先端にヘッドライトを備える、大手メーカーの小型オート三輪にも劣らぬ堂々たるスタイルを備えていた。公称2t積み（この時代のユーザー側では公称の二倍三倍の過積載がまかり通ってもいたから有名無実ではあったが）、全長4.9m、全幅1.86m、ホイールベース3.2mという巨体である。続いて同年4月にはロングサイズモデルのKB型も登場、こちらはホイールベースを3.55m、全長を5.48mに延長して積載力を強化した。さらにKB型は6月にフロントブレーキを追加される改良を受けたが、これはオート三輪でも極めて早いフロントブレーキ採用例である（1992年の雑誌写真では、トヨタ車の前輪ブレーキを改造したものではないかと指摘されている）。
この年、高知自工はトクサン号を月産10台ペースで生産した。相変わらず中古車改造シャーシベースとはいえ、地方の町工場レベルの企業による特殊車種の生産としては大いに成功していたと言える。

### Tシリーズと最盛期～終焉へ
トクサン号は勢いに乗り、1954年に2灯ヘッドライトとダミーグリルを持つTB型にモデルチェンジする。トヨタ製5t積みトラックの中古シャーシ流用による3輪型シャーシの改造製作というパターンが定着し、高知自工ではベースとなるトヨタトラックの中古シャーシ調達に奔走した。トヨタBM（1947-50）、BX（1951-53）、FA（1956-）などが主たる改造元となった。
エンジンも土佐号以来のやり方で、中古品をオーバーホールして搭載、プロペラシャフトの長さを調整して帳尻を合わせるのが常套手段であった。トヨタが戦前のシボレーエンジンをコピー、規格をインチからメトリックに変更して戦時中から戦後も長くトラック用に生産したB型（水冷直列6気筒OHV・3386cc）が主に搭載され、中古エンジンの仕入れが間に合わなかった際にはトヨタ製の新品を購入したこともあったという。他にこれと同等クラスの日産180型系列、さらにはいすゞDA型ディーゼルエンジンや三菱のジープ用4気筒など、エンジン供給事情に合わせてさまざまな中古エンジンが調達された。ステアリングはトヨタ用、ダッシュボードの計器類はトヨタ用といすゞ用が混用されたという。
Tシリーズは細かいマイナーチェンジが幾度かおこなわれ、詳細ははっきりしない点も多いが、1956年のTF型ではヘッドライト回りのラインがそのままドアにまでつながる流麗なキャラクターラインが備わり、以後は末期まで踏襲された。ダンプカーバージョンの「TN型」も1957年に開発、ダンプ荷台構造の強度計算は専門メーカーの新明和工業に委託したが、高知自工自社での横転試験で横転限界が低い（元々三輪自動車の横転限界は低いが、トクサン号は大型なだけ更に不利である）ことから、設計を担当した山崎寅一はリヤトレッド拡大改造やバッテリー搭載位置の低下改造など苦労を重ね、ようやく目標の限界値をクリアしたという。
折しも戦後は、小型自動車の排気量制限が従前よりゆとりのある1500ccに拡大されたこと、またオート三輪については、通常の四輪車と異なり、1951年から1955年まで車体幅や車体長について一時制約が外されていたことから、競争激化の過程でユーザーの要求に応えた巨大化・長大化が進み、ついに巨大化の極致となった1954年時点では幅1.9m級、全長6m弱、荷台13尺（約3.9m。戦後もしばらくの間、一般社会には尺貫法が根付いていたことから、トラックの荷台長は顧客向けの案内では尺単位で表現されることが多かった）という、サイズだけなら上位クラスの4輪トラックを上回るような、1.5t～2t積みのオート三輪まで出現した。これらはサイズだけならトクサン号とほとんど遜色ない。
だが大手メーカー製の大型ボディ付オート三輪は、たとえ荷台が大きくともエンジンは小型車枠に縛られて小さかった（1959年まで1500cc、以後2000cc以下）。当時のユーザーはとにかく動きさえすれば過積載を躊躇しなかったが、山地の急勾配での酷使では、性能面で厳しいものがあった。これに対し、元々大排気量・大トルクのエンジンを搭載しており、後輪もダブルタイヤで2.5トン～4トン積みと積載力の高いトクサン号は、山地での林業輸送に好適だった。小型オート三輪メーカーの2トン積み車でも4トン、5トン過積載していた時代、トクサン号は10トンの過積載でも平然と動く「本物のお化け三輪」であった。
1957年以降、小型オート三輪が4輪トラックの急速な普及で退潮期に入ってからも、地元高知の林業関係者からの高い需要に支えられてトクサン号は継続して売れた。高知県自動車工業は1960-61年頃には従業員68名を擁するに至った。
山本直之社長は、1966年には高知市郊外の朝倉に新工場を建て、高知自工の社名を「トクサン自動車工業株式会社」と改称した。この時期になっても林業向けのトクサン号需要は続いており、山本もその需要に確信を持っていた模様である。
だが後年は山間部まで道路整備が進んだことや、昭和48年より変動相場制が導入されて価格の下落した輸入材に押される形で国内の林業が衰退したことから、このような特殊車両が必要とされるケースも減っていった。1970年頃には需要が急速に減退し、トクサン自動車は自動車や重機の整備に営業の重点を移すようになった。最後のトクサン号が製造されたのは1975年で、これは戦後の大手オート三輪メーカーであったダイハツ工業（1972年）、東洋工業（マツダ）（1974年）の小型車枠オート三輪生産終了よりも遅かった。
1992年のインタビューで、山本は1948年の土佐号1号車から1975年のトクサン号最終車までの累計生産台数について、1,000台程度と語っている。ただし、その中には一度販売したものを下取りし、再生して再度販売したものがダブルカウントされているとも語っており、正確な生産台数は不明である。